# Megalibgwilia
Megalibgwilia (лат.) — род вымерших яйцекладущих млекопитающих из семейства ехидновых. Он существовал в плейстоцене в Австралии, вымер около 50 000 лет назад.
Представитель Megalibgwilia впервые был описан по сломанной левой плечевой кости Ричардом Оуэном. Он назвал новый вид Echidna ramsayi в 1884 году. С тех пор были описаны полные черепа и посткраниальные окаменелости. Второй вид, Echidna (Proechidna) robusta, описал в 1896 году австралийский палеонтолог William Sutherland Dun.
Хотя их иногда называют гигантскими ехиднами, считается, что Megalibgwilia по размерам похожи на современную проехидну Брюйна, но с немного более длинными предплечьями. Они были мельче, чем крупный ископаемый вид ехидн Murrayglossus hacketti. Окаменелости M. ramsayi были обнаружены в отложениях по всей материковой Австралии и на Тасмании. M. robusta был найден только в Новом Южном Уэльсе. Megalibgwilia, вероятно, питались в основном насекомыми, как и современная австралийская ехидна.

## Классификация
- † Megalibgwilia ramsayi (Owen, 1884) [syn. Echidna ramsayi Owen, 1884]
- † Megalibgwilia robusta (Dun, 1896) [syn. Echidna (Proechidna) robusta Dun, 1896, Zaglossus robusta (Dun, 1896)]

В 2006 году Augee с коллегами отнёс второй вид к роду проехидн (Zaglossus).